# Sanremo Giovani 2019
La tredicesima edizione televisiva del concorso Sanremo Giovani si è svolta  a Sanremo il 19 dicembre 2019, con la conduzione di Amadeus. L'evento è stato trasmesso su Rai 1, RaiPlay e Rai Radio 2.
Tra gli 842 candidati ne sono stati selezionati 65, dei quali solo 20 sono arrivati in semifinale. Di questi 20 artisti solo 10 arriveranno in finale; questi ultimi si sfideranno per aggiudicarsi i cinque posti disponibili nella sezione Nuove Proposte del Festival di Sanremo 2020. Ad essi si aggiungeranno altri due cantanti provenienti da Area Sanremo e la vincitrice della seconda edizione di Sanremo Young, Tecla Insolia.

## Cantanti
| Interprete              | Canzone                  | Autori                                                |
| ----------------------- | ------------------------ | ----------------------------------------------------- |
| Ainé                    | Van Gogh                 | A. Santoro                                            |
| Avincola                | Un rider                 | S. Avincola                                           |
| Eugenio in Via Di Gioia | Tsunami                  | D. Faini, E. Via, E. Cesaro, L. Federici, P. Di Gioia |
| Fadi                    | Due noi                  | A. Filippelli, T. Fadimiluyi                          |
| Fasma                   | Per sentirmi vivo        | L. Zammarano, T. Fazioli                              |
| Federica Abbate         | I sogni prima di dormire | F. Abbate                                             |
| Giulia Mutti            | Romanzo cattivo          | G. Mutti                                              |
| Jefeo                   | Un due tre stella        | A. Caldieri, A. Moroni, F. Migliano                   |
| Leo Gassmann            | Vai bene così            | L. Gassmann                                           |
| Libero                  | La casa del vento        | F. Moretti, L. Proietto                               |
| Marco Sentieri          | Billy Blu                | G. Artegiani                                          |
| Mike Baker              | Stupido                  | A. Di Dio Masa, M. Viglione, M. Sechi                 |
| Nico Arezzo             | Volo                     | D. Marchi, D. Arezzo, F. Landi, I. Boschetto          |
| Nova                    | Resta                    | D. Ferlito                                            |
| Raim                    | Labirinto                | C. Scognamiglio                                       |
| Réclame                 | Il viaggio di ritorno    | E. Roia, G. Roia, M. Fiore, R. Roia, D. Sinigallia    |
| Samuel Pietrasanta      | E dove sarai tu          | S. Pietrasanta                                        |
| Shari                   | Stella                   | S. Noioso                                             |
| Simona Severini         | Una cosa bella           | S. Severini                                           |
| Thomas                  | Ne 80                    | D. Lazzarin, F. Nardelli, T. Bocchimpani              |

## Semifinali -Sanremo Giovani a ItaliaSì!
Le semifinali si sono svolte all'interno di due delle quattro puntate speciali del programma ItaliaSì!, in onda ogni sabato dal 16 novembre al 7 dicembre 2019 e condotte da Marco Liorni. Dei 20 artisti selezionati e giunti in semifinale, solo 10 hanno avuto accesso alla finale del 19 dicembre.

### Prima puntata
In questa puntata si sono esibiti i primi 10 semifinalisti con i rispettivi brani.
| Ordine di uscita | Interprete         | Canzone                  |
| ---------------- | ------------------ | ------------------------ |
| 1                | Fadi               | Due noi                  |
| 2                | Raim               | Labirinto                |
| 3                | Fasma              | Per sentirmi vivo        |
| 4                | Leo Gassmann       | Vai bene così            |
| 5                | Federica Abbate    | I sogni prima di dormire |
| 6                | Ainé               | Van Gogh                 |
| 7                | Nova               | Resta                    |
| 8                | Samuel Pietrasanta | E dove sarai tu          |
| 9                | Marco Sentieri     | Billy Blu                |
| 10               | Thomas             | Ne 80                    |

### Seconda puntata - Prima semifinale
In questa puntata si sono esibiti i 10 artisti già presentati nella prima puntata, stavolta in gara attraverso 5 sfide (2 artisti per sfida) con votazione da parte di una Giuria demoscopica e dalla Commissione musicale del Festival.
- Accede alla finale

| Sfida | Ordine di uscita | Interprete         | Canzone                  |
| ----- | ---------------- | ------------------ | ------------------------ |
| 1     | 1                | Nova               | Resta                    |
| 1     | 2                | Thomas             | Ne 80                    |
| 2     | 3                | Raim               | Labirinto                |
| 2     | 4                | Fadi               | Due noi                  |
| 3     | 5                | Federica Abbate    | I sogni prima di dormire |
| 3     | 6                | Fasma              | Per sentirmi vivo        |
| 4     | 7                | Leo Gassmann       | Vai bene così            |
| 4     | 8                | Samuel Pietrasanta | E dove sarai tu          |
| 5     | 9                | Marco Sentieri     | Billy Blu                |
| 5     | 10               | Ainé               | Van Gogh                 |

### Terza puntata
In questa puntata si sono esibiti i rimanenti 10 semifinalisti con i propri brani.
| Ordine di uscita | Interprete              | Canzone               |
| ---------------- | ----------------------- | --------------------- |
| 1                | Avincola                | Un rider              |
| 2                | Shari                   | Stella                |
| 3                | Jefeo                   | Un due tre stella     |
| 4                | Eugenio in Via Di Gioia | Tsunami               |
| 5                | Nico Arezzo             | Volo                  |
| 6                | Giulia Mutti            | Romanzo cattivo       |
| 7                | Mike Baker              | Stupido               |
| 8                | Simona Severini         | Una cosa bella        |
| 9                | Libero                  | La casa del vento     |
| 10               | Réclame                 | Il viaggio di ritorno |

### Quarta puntata - Seconda semifinale
In questa puntata si sono esibiti i 10 artisti già presentati nella terza puntata, stavolta in gara attraverso 5 sfide (2 artisti per sfida) con votazione da parte di una Giuria demoscopica e dalla Commissione musicale del Festival.
- Accede alla finale

| Sfida | Ordine di uscita | Interprete              | Canzone               |
| ----- | ---------------- | ----------------------- | --------------------- |
| 1     | 1                | Giulia Mutti            | Romanzo cattivo       |
| 1     | 2                | Jefeo                   | Un due tre stella     |
| 2     | 3                | Réclame                 | Il viaggio di ritorno |
| 2     | 4                | Libero                  | La casa del vento     |
| 3     | 5                | Shari                   | Stella                |
| 3     | 6                | Simona Severini         | Una cosa bella        |
| 4     | 7                | Nico Arezzo             | Volo                  |
| 4     | 8                | Avincola                | Un rider              |
| 5     | 9                | Mike Baker              | Stupido               |
| 5     | 10               | Eugenio in Via Di Gioia | Tsunami               |

## Finale
La finale del concorso va in onda il 19 dicembre 2019 in diretta su Rai 1 dal Teatro del Casinò di Sanremo con la conduzione di Amadeus.
I 10 concorrenti sono votati dalla Commissione musicale del Festival, da una giuria demoscopica, da una giuria televisiva riunita per l'occasione e dal televoto. Vengono così decretati i 5 artisti che accedono alla sezione Nuove proposte del Festival di Sanremo 2020, insieme ai due finalisti di Area Sanremo e a Tecla Insolia, vincitrice della seconda edizione di Sanremo Young.
- Accede al Festival di Sanremo 2020

| Sfida | Ordine di uscita | Interprete              | Canzone               |
| ----- | ---------------- | ----------------------- | --------------------- |
| 1     | 1                | Thomas                  | Ne 80                 |
| 1     | 2                | Leo Gassmann            | Vai bene così         |
| 2     | 3                | Réclame                 | Il viaggio di ritorno |
| 2     | 4                | Fasma                   | Per sentirmi vivo     |
| 3     | 5                | Shari                   | Stella                |
| 3     | 6                | Marco Sentieri          | Billy Blu             |
| 4     | 7                | Jefeo                   | Un due tre stella     |
| 4     | 8                | Fadi                    | Due noi               |
| 5     | 9                | Eugenio in Via Di Gioia | Tsunami               |
| 5     | 10               | Avincola                | Un rider              |

## Giuria
La giuria è composta da:
- Pippo Baudo
- Carlo Conti
- Antonella Clerici
- Piero Chiambretti
- Gigi D'Alessio

## Commissione musicale
La commissione musicale incaricata di selezionare gli artisti per Sanremo Giovani è stata composta da:
- Amadeus
- Gianmarco Mazzi
- Claudio Fasulo
- Massimo Martelli
- Leonardo de Amicis

## Riconoscimenti

### Sanremo Giovani World Tour
I primi quattro classificati della categoria Nuove proposte del Festival di Sanremo 2020 hanno guadagnato il diritto di partecipare al Sanremo Giovani World Tour, organizzato dalla Rai e dal Ministero degli affari esteri e della cooperazione internazionale con tappe nelle seguenti città:
- Addis Abeba (14 marzo)
- Londra (16 marzo)
- Miami (18 marzo)
- Buenos Aires (21 marzo)
- Melbourne (25 marzo)
- Tokyo (28 marzo)
- Mosca (30 marzo)

L'evento tuttavia è stato annullato a causa delle restrizioni imposte in seguito al sopraggiungere della pandemia di COVID-19.

## Ascolti
| Puntate                     | Messa in onda    | Telespettatori | Share  |
| --------------------------- | ---------------- | -------------- | ------ |
| Sanremo Giovani a Italia sì | 16 novembre 2019 | 1.445.000      | 10,39% |
| Sanremo Giovani a Italia sì | 23 novembre 2019 | 1.456.000      | 9,87%  |
| Sanremo Giovani a Italia sì | 30 novembre 2019 | 1.434.000      | 10,62% |
| Sanremo Giovani a Italia sì | 7 dicembre 2019  | 1.169.000      | 9,35%  |
| Media                       | Media            | 1.376.000      | 10,06% |
| Sanremo Giovani             | 19 dicembre 2019 | 2.332.000      | 13,00% |